# Темні небеса (телесеріал)
Темні небеса (англ. Dark Skies) — американський науково-фантастичний телесеріал. Серіал транслювався з вересня 1996 року по травень 1997 року на американському телеканалі NBC. Всього вийшло 18 серій та 2-годинна пілотна серія.
Ідея телесеріалу виникла у зв'язку з шаленою популярністю іншого культового телесеріалу Секретні матеріали на телеканалі Фокс.
Девіз телесеріалу: «Історія, яку ми знаємо — неправда».

## Сюжет
Дія відбувається в 60-х роках XX століття. Молодий помічник конгресмена Джон Лонґард випадково дізнається правду про те, що у 1947 році в Розуеллі уряд США вступив у контакт із прибульцями, які повідомили, що збираються захопити нашу планету. Космічний корабель прибульців був збитий, а вся інформація суворо засекречена. Для боротьби з інопланетною загрозою був створений секретний проект «Маджейстік-12», який отримав величезні повноваження. Джон і його дівчина Кім Сайерз намагаються надати розголосу цій інформації.

## Реальні історичні події в серіалі
У сюжет серіалу включені декілька історичних подій (інцидент в Розуеллі, вбивство Джона Кеннеді, війна у В'єтнамі тощо) та історичних особистостей (Роберт Кеннеді, Лі Харві Освальд, Джон Гувер, музиканти групи Бітлз, Мерилін Монро та ін.). У більшості епізодів присутні вставки з кадрів кінохроніки.

## Рій
У телесеріалі чужоземні істоти, які вторглися на Землю, створили «Рій». За допомогою паразитарних павукообразних істот вони контролюють всіх членів таємної організації «Маджейстік-12», яка була створена за прямим наказом Президента США Гаррі Трумена після Розуелльського інциденту. Ці істоти забираються в голову зазвичай через рот, але в деяких випадках і через ніс та вуха. Людина в цей час відчуває сильний біль.

## В ролях
- Ерік Клоус — Джон Лонґард
- Меґан Ворд — Кімберлі Сайєрз
- Джей Ті Волш — Капітан Френк Бек
- Тім Келлехер — Джим Стіл
- Конор О'Фаррел — Філ Албано
- Чарлі Ленг — Лікар Хелліган
- Джері Райан — Джульєт Стюарт

Прототипи реальних особистостей
- Джеймс Келлі — Роберт Кеннеді
- Хансфорд Роу — Президент Гаррі Трумен
- Майк Кеннеді — Аллен Даллес
- Дон Мосс — Хьюберт Хамфрі
- Джек Лінден — Джек Рубі
- Пол Глісон — Нельсон Рокфеллер
- Джо Урла — Карл Саган
- Дон Мост — Доктор Тімоті Лірі
- Арелл Блантон — Генерал Натан Фаррагут Твінінг
- Леон Рассом — Адмірал Роско Хілленкоттер
- Вольфганг Бодісон — Колін Лютер Павелл
- Гюнтер Дженсон — Капітан Норман Шварцкопф
- Мерилін Макінтайр — Дороті Кілгеллен
- Арт Белл — Палей Вільям
- Уейн Тіппіт — Едгар Гувер
- Гері Локвуд — Ерл Воррен
- Сьюзен Гріффітс — Мерилін Монро
- Денніс Креган — Лі Ранкін
- Сем Уіппл — Джозеф Аллен Хайнек
- Роберт Керрадайн — Лонні Замора
- Джеймс Ланкастер — Кеннет Паркінсон
- Кері Ейдел — Браян Епштейн
- Джером Патрік Гобан — Ед Салліван
- Кармін Гріппо — Рінго Старр
- Тім Майкл Макдуггал — Пол Маккартні
- Рік Ентоні Пізаріа — Джордж Гаррісон
- Джо Стефанеллі — Джон Леннон
- Брент Девід Фрейзер — Джим Моррісон

## Зміст серій
| Серія   | Назва                     | Оригінальна назва        | Дата виходу | Зміст серії |
| ------- | ------------------------- | ------------------------ | ----------- | --- |
| 1x01-02 | «Пробудження (2 частини)» | «The Awakening (2 part)» | 21.09.1996  | Джон Лойнгард потрапляє на роботу в Конгрес. Також у Конгресі діє таємна організація «Маджейстік-12». Напарник Джона Френк Бек входить в організацію. Джон спочатку також. Наречена Джона Кімберлі Сайєрз працює в Білому Домі. Джон і Френк повинні довести захоплення Землі прибульцями. Всі члени Маджейстік — інопланетяни. У них в головах знаходиться позаземний організм під назвою «гангліоніт». Вони зовні схожі на «чужих», вилазять через рот і так розлучаються. Френк показав Джону артефакт, який він носить з собою після катастрофи НЛО у Розвеллі. Це прозорий сріблястий предмет, який нагадує метал. Він розгортається, і на ньому нанесений малюнок. Джон бачив такі ж малюнки на полі фермера. Агресивний фермер ледь не збив його своєю машиною. Джон вкрав артефакт Френка. Інопланетяни викрали Кімберлі й імплантували їй «гангліоніт». Вигнати його можна напоївши білим розчином і зробивши укол червоного. Джон вбиває в ній «гангліоніт». Маджейстік починає проявляти невдоволення. Один з активістів Маджейстік Джим Стіл розгортає полювання на Джона. Маджейстік вимагає артефакт, але Джон та Кімберлі ховаються разом з ним. |
| 1x03    | «Рухомі цілі»             | «Moving Targets»         | 28.09.1996  | У 1947 році уряд, військові, і президент Трумен спостерігають за посадкою НЛО. Несподівано припиняється подача електрики. НЛО спускає на землю посланця. Він віддав землянам артефакт з нанесеним малюнком. Це щось на зразок перекладача. Посланець вимагає беззастережної капітуляції. Трумен відмовляється, і військові збивають НЛО. Джон та Кімберлі розбили свою машину. Вони шукають цей артефакт. Джон знайшов свідка катастрофи НЛО. Він зберігає артефакт в запальничці. За артефактом полює Маджейстік. Джон встиг втекти, а Марсель потрапив у їх лапи. Його сховали в якомусь барі. Кімберлі прокралася в бар і побачила, як агент Маджейстік передав Марселю «гангліоніт». Він хоче влаштувати паніку на похороні Кеннеді. Він же захопив вертоліт. Кімберлі розповіла про плани заходи. Джима Стіла привезли в біолабораторію, але він перебив усіх, хто там був і втік. Його відмінна риса — біле ліве око. Джим Стіл полетів зривати похорон, але Джон причепився до вертольота і скинув його вниз. Прибулець зник. Маджейстік викрадає Кімберлі і обмінює її на артефакт. |
| 1x04    | «Схід Меркурія»           | «Mercury Rising»         | 19.10.1996  | Джон та Кімберлі рятуються від переслідування одноокого. Вони зупиняються в мотелі. Уві сні Кімберлі бачить астронавта, який простягає до неї руку. Це вона згадує своє викрадення. Вони направляються до Флориди, де повинен бути запущений безпілотний корабель на Місяць. По дорозі їх гальмує коп, відбирає документи, а вони тікають. В барі вона побачила астронавта. Його забрали військові. Раніше його теж викрадали, і він був на НЛО разом з Кімберлі. Під гіпнозом вона згадує своє викрадення. Астронавт Тай Янг секретний пілот. Він працює на НАСА. На Місяці він бачив НЛО, яке викрало його і напарника. НАСА запускає черговий політ. Кімберлі згадала, що на НЛО була ще одна людина, і зараз він сидить в космічному кораблі. Джон зателефонував Френку, і політ скасували. Джим Стіл пробрався в мотель і замість них убив інших. На Місяці виявили НЛО. Його зняв той корабель. Знімки негайно засекретили. |
| 1x05    | «Ніч темних днів»         | «Dark Days Night»        | 26.10.1996  | У Нью-Йорк приїжджає група «Beatles». Фанатики збираються перед входом, серед них Джон та Кімберлі. За ними по сліду йде Джим Стіл. Кімберлі відволікає натовп, і Джим втрачає їх з поля зору. Трансляцію концерту забезпечує театр Саллівана. У напівпідвалі прибульці ставлять експеримент. Піддослідні дивляться рекламні ролики, а потім накладають на себе руки. Один піддослідний потрапив під колеса машини. Джон та Кімберлі приходять на експеримент. Туди ж приходить фанатка «Beatles» Марні. І вона, і Кімберлі бачать в роликах закодований символ з поля. Він спонукав людей, яких викрадали інопланетяни, покінчити з собою. Джон зловив Джима Стіла, замкнув його у ванній, і вирішив обміняти його у Френка на свободу. Прибульці хочуть знищити всіх викрадених, яких вони називають покидьками. Для цього вони вмонтують в трансляцію зображення. Марні хотіла зістрибнути з карниза прямо на сцену, але Джон зловив її і не дав впасти вниз. Джон знайшов потрібний кабель, прибулець поліз у бійку, впав з вентшахти і замкнулося на дротах. Френк прийшов забрати Джима, але той звільнився і втік. |
| 1x06    | «Земля мрії»              | «Dreamland»              | 02.11.1996  | В одному казино в Лас-Вегасі постійно виграє команда гравців. Вони, схоже, володіють телепатією. Джон та Кімберлі приїжджають в Лас-Вегас. У них є фішки, які вони забрали у Джима Стіла. Кімберлі влаштовується офіціанткою. Її напарниця Сьюзен просить принести напої за столик, де грає ця компанія. Кімберлі чує дивний звук, схожий на налаштування приймача. Раніше, в номері, де поселили їх, Сьюзен бачила, як клієнтові імплантували «гангліоніт». Її залишили живими. Господар казино моторошно боїться всяких вірусів і хвороб. Він використовує Кімберлі як підсадну качку, аби знайти дорогу до міста мрій. Це місце в Зоні-51. Джим Стіл, Кімберлі, та жінка з компанії Маджейстік-12 приїжджають до Зони-51. Джим хоче впровадити в голову Кімберлі нового «гангліоніта». Для цього він обліпляє її дивними організмами, які є природними ворогами прибульців. Джон на трейлері проникає в Зону-51. Господар казино теж там. На нього наповзли вороги прибульців. Джим зчепився з Джоном, а Кімберлі в цей час вивернула на прибульця паразитів. На трейлері вони виїхали з міста мрій, а Джим залишився там. Маджейстік-12 знав про існування міста, прихованого в скелі. Увійти в нього можна на великій швидкості, як у квантову кишеню. Повернувшись із міста мрій, Джон та Кімберлі повернулися на це місце. Квантова кишеня зникла, а разом з ним і Джим Стіл. З Вегаса Джон та Кімберлі вирушили далі на захід. |
| 1x07    | «Нелюдська натура»        | «Inhuman Nature»         | 09.11.1996  | На фермі в штаті Вісконсин фермер знайшов випатрану корову. Над нею стояли прибульці, які потім відлетіли на НЛО. Інша корова на прізвисько Лілі залишилася з дивними мітками на боці. Джон та Кімберлі приїхали на ферму. Фермер не хотів з ними розмовляти, але потім розповів, що бачив НЛО над полем. Джон та Кімберлі приїхали до медичного інституту до ветеринара. Вахтерка не хотіла їх пропускати, але вони все одно проникли і знайшли його. Раніше, Френк Бек і Маджейстік залякали хлопця, і відібрали всі докази. Джон привіз Лілі в інститут, вони дістали з її боки три стрижня. В одному з її шлунків вони виявили дивний куль зі слизу. З нього вибрався дрібний хлопчина. У нього немає пупа. Маджейстік виходить на їхній слід. Кімберлі тягне хлопця через тунель. У замкнених дверей її зупиняє вахтерка. Вона прибулець і хоче забрати хлопця. У цей час Джон та ветеринар оглушили охоронця Маджейстіка і втекли. Кімберлі вдарила вахтерку. Маджейстік женеться за ними. Вони сховалися в підвалі, а потім замкнули в ньому Френка і його групу, заблокувавши двері. Виїхавши з міста, вони зупинилися у полі. У небі з'явилося НЛО і забрало хлопчину. Джон та Кімберлі хотіли його зупинити, але прибульці заблокували машину, і вони не змогли вийти. Це була позаземна дитина, яку прибульці помістили в шлунок Лілі для подальшого розвитку. |
| 1x08    | «Давнє майбутнє»          | «Ancient Future»         | 16.11.1996  | Аляска, 1000 років до нашої ери. Стоянка первісних індіанців побачила НЛО, яке летіло по небу і розбилося в западині. Вони назвали його зіркою. У наші дні останній шаман цього племені побачив камені, які літали у повітрі. Він повідомив про це в уряд, і тепер група Маджейстік хоче забрати розбитий НЛО на базу в місто мрій. Джон та Кімберлі представилися студентами-палеонтологами і приїхали на Аляску, аби розпитати індіанця. Його племінник Гарі — місцевий священник, і він вірить, що це диво. Вони відправилися на місце розбитого НЛО і побачили літаючі камені. Гаррі сказав, що це передбачення. Маджейстік йде по сліду Джона та Кімберлі. На Алясці відбувається сильний землетрус. Селище Чілуок практично зруйноване. Джон, Кімберлі, Таг, і Гаррі спустилися до НЛО. Джон підійшов до нього і побачив ті ж самі малюнки, що й на берегах. Потім він залишився в міжгір'ї, аби сфотографувати НЛО. Доторкнувшись до малюнка, він побачив стародавнє майбутнє, те, як Маджейстік піднімає об'єкт, як той вибухає, як бачить себе старим десь у майбутньому. Група Маджейстік піднімає його на поверхню. Джон розповів Френку, що станеться, якщо він підніме НЛО. Індіанець розповів Джону легенду про те, що зірка повинна піти, коли заспіває останню пісню. НЛО все ж починають піднімати вертольотом. Імпульси починають частішати, і майже перетворюються на музику. Джон, Кімберлі, Таг, і Гаррі втекли від охорони, захопили вертоліт, і послали повідомлення Френку. Тільки той наказав дати об'єкту спокій і відвести людей, як НЛО вибухнуло. Маджейстік знову на отримав ніяких артефактів від сірих прибульців. Джон розповів індіанцям, що, можливо, їхні предки, сірі прибульці, зображені на тотемних стовпах, були поневолені гангліонітами. І сталося це після того, як зірка впала на Землю. Таг продовжує вірити, що сірі прибульці прийшли на Землю, щоб передати їм таємницю стародавнього майбутнього. |
| 1x09    | «Вороже злиття»           | «Hostile Convergence»    | 07.12 1996  | Сокорро, Нью-Мексико. Патрульний поліцейський переслідував порушника і побачив у небі НЛО. Воно сіло на полі, з нього вийшли люди в маскувальних халатах, потім НЛО піднялося в повітря і відлетіло. Коп відразу ж став місцевою легендою. На місці посадки зібралися сотні роззяв. Джон та Кімберлі зібралися їхати туди, але їй зателефонувала сестра і сказала, що в неділю виходить заміж. Енді хоче, щоб Кімберлі була на її весіллі. Через це Кімберлі посварилася з Джоном і виїхала на автобусі. Джон і Джес Марсело знайшли знайомого Джесса, який розповів, що НЛО зібрали на землі в Зоні-51. Він передав їм ключі. На мосту вони знайшли ящик з кресленнями нібито цього НЛО. Джесс хоче зробити офіційну заяву. Маджейстік знаходить психа, в якого Джим імплантував гангліоніт. Френк не поспішає на місце посадки НЛО, оскільки знає, що воно не позаземне. Кімберлі приїхала додому. Її сестра виходить заміж за людину, яку знає 3 тижні. Його звуть Роб, і він юрист. Кімберлі риється у нього в кишені і знаходить посвідчення Маджейстік. У цей час у будинок вривається Джим і його хлопці, і починається перестрілка. Кімберлі вбила одного, а Роб — іншого. Джим втік через вікно. Роб зізнався, що його спеціально підіслав Маджейстік, щоб стежити за Джоном. Джесс і Джон відкрили креслення, а на них виявився нацистський знак. За цими кресленнями зробили НЛО. Джон повернувся до Денвера, де вже орудували копи. Маджейстік заздалегідь знав, що так станеться. |
| 1x10    | «Ми подолаємо»            | «We Shall Overcome»      | 14.12.1996  | |
| 1x11    | «Остання хвиля»           | «The Last Wave»          | 04.01.1997  | |
| 1x12    | «Ворог всередині»         | «The Enemy Within»       | 11.01.1997  | |
| 1x13    | «Помилка Уоррена»         | «The Warren Omission»    | 18.01.1997  | |
| 1x14    | «Білий кролик»            | «White Rabbit»           | 01.02.1997  | |
| 1x15    | «Тіні прибульців»         | «Shades of Gray»         | 08.02.1997  | |
| 1x16    | «Пали, дитинко, пали»     | «Burn, Baby, Burn»       | 01.03.1997  | |
| 1x17    | «По обидві сторони»       | «Both Sides Now»         | 08.03.1997  | |
| 1x18    | «Полювання в сутінках»    | «To Prey in Darkness»    | 15.03.1997  | |
| 1x19    | «Нічні незнайомці»        | «Strangers in the Night» | 24.05.1997  | |
| 1x20    | «Кровні пута»             | «Bloodlines»             | 31.05.1997  | |